# Rodolfo Bodipo
Rodolfo Bodipo Díaz, meist kurz Bodipo genannt (* 25. Oktober 1977 in Dos Hermanas), ist ein ehemaliger in Spanien geborener und aufgewachsener äquatorialguineischer Fußballspieler. Der Stürmer bestritt insgesamt 161 Spiele in der spanischen Primera División und der rumänischen Liga 1.

## Karriere

### Vereine
Bodipo begann seine Karriere bei Club Deportivo Isla Cristina, einem Verein aus Isla Cristina. Von 1998 bis 2001 spielte er bei Recreativo Huelva und von 2001 bis 2004 bei Racing Santander. Von 2004 bis 2006 spielte er bei Deportivo Alavés, für das er in der Saison 2004/05 16 Tore erzielte.
Im Sommer 2006 wechselte Bodipo zu Deportivo La Coruña. Bei „Depor“ kam er nach Anlaufschwierigkeiten in der Saison 2007/08 häufiger zum Einsatz. In den folgenden Jahren kam er in etwa der Hälfte der Spiele zum Einsatz, meist als Einwechselspieler. Im Sommer 2010 wurde er zunächst an den FC Vaslui in die rumänische Liga 1 ausgeliehen, ehe zwei Monate später ein Leihgeschäft mit dem spanischen Zweitligisten FC Elche vereinbart wurde. Mit Elche verpasste er den Aufstieg in den Play-off-Spielen gegen den FC Granada. Er kehrte nach La Coruña zurück, das in der Zwischenzeit in die Segunda División abgestiegen war. Dort kam er in der Spielzeit 2011/12 lediglich auf sechs Einsätze und hatte somit geringen Anteil am Wiederaufstieg. Nach ein paar Kurzeinsätzen wurde sein Vertrag Anfang 2013 aufgelöst. Kurz darauf verpflichtete ihn der Zweitligist Deportivo Xerez. Nach dem Abstieg 2013 beendete er seine aktive Laufbahn.

### Nationalmannschaft
In der äquatorialguineischen Nationalmannschaft kam Bodipo auf 13 Einsätze und sechs Tore.